# Chimarra nahesson
Chimarra nahesson är en nattsländeart som beskrevs av Malicky och Chantaramongkol 1993. Chimarra nahesson ingår i släktet Chimarra och familjen stengömmenattsländor. Inga underarter finns listade i Catalogue of Life.